# Stadio Nino Manconi
Lo stadio Nino Manconi è lo stadio comunale di Tempio Pausania. La struttura ha una capienza di 4.000 spettatori dei quali 1.700 al coperto, ed ospita le partite casalinghe dell'U.S. Tempio 1946